# M103 (carro de combate pesado)
El M103 (cuya designación oficial era Tanque de combate M103 con cañón de 120 mm) era un tanque pesado que sirvió en el Ejército de los Estados Unidos y en el Cuerpo de Marines de los Estados Unidos durante la Guerra Fría. Los últimos M103 fueron retirados del servicio en 1974. El M103 fue el último tanque pesado que utilizó el Ejército de los Estados Unidos a medida que evolucionó el concepto del tanque de batalla principal, haciendo que los tanques pesados se volvieran obsoletos.

## Diseño y desarrollo
En diciembre de 1950, el Ejército emitió las especificaciones para el diseño de un tanque pesado. En enero de 1951, el Ejército otorgó a la Chrysler un contrato en valor de 99 millones de dólares para producir el tanque. La Chrysler encargó a Robert T. Keller, hijo del jefe de accionistas de la empresa K. T. Keller, la supervisión del diseño del tanque y la construcción de la fábrica de Newark que lo produciría.
El primer prototipo del T43 fue completado en noviembre de 1951 en la recién construida fábrica de tanques de la Chrysler de Newark, Delaware. Los oficiales del Ejército dijeron que el tanque podía "sobrepasar a cualquier vehículo de combate terrestre alguna vez construido".
Al igual que el contemporáneo FV 214 Conqueror británico, el M103 fue diseñado para contrarrestar los tanques pesados soviéticos, tales como el IS-2, el IS-3 o el T-10 en caso de que estallase un conflicto con la Unión Soviética. Su cañón de 120 mm y largo alcance fue diseñado para destruir tanques enemigos a distancias muy lejanas.
Entre 1953 y 1954 se produjo un lote de 300 tanques, inicialmente designados como T43E1, en la fábrica de Newark. Los datos sobre el tanque, incluyendo los planos de producción y sus especificaciones, eran protegidos como alto secreto. Buscando mantener al tanque lejos del público, el secretario de Defensa Charles Erwin Wilson canceló en octubre de 1953 una exhibición para la Asociación Estadounidense de Armamento en el Terreno de pruebas de Aberdeen. En mayo de 1954, el tanque fue expuesto al público en una demostración en la fábrica de tanques de Newark.
En 1953, el Pentágono empezó a revertir la política de producción de amplia base del gobierno Truman a favor de la idea del "productor único eficaz" de Wilson. En septiembre de aquel año, Wilson eligió a la General Motors en lugar de la Chrysler para producir el M48 Patton. La General Motors heredaría cualquier orden adicional del T43 después de que la Chrysler cesara su producción de tanques en junio de 1954.
Las pruebas no fueron satisfactorias; los tanques no lograron cumplir los estándares del Mando del Ejército Continental y fueron almacenados en agosto de 1955. Después de que se aprobasen 98 modificaciones para mejorarlos, en abril de 1956 el tanque fue designado como Tanque pesado M103. De los 300 T43E1 construidos, 80 fueron suministrados al Ejército (de los cuales 74 fueron reconstruidos al estándar del M103) y 220 fueron aceptados por el Cuerpo de Marines, para emplearse como apoyo a la infantería, siendo reconstruidos a los estándares mejorados del M103A1 y M103A2.
Un informe del Subcomité de supervisión de operaciones gubernamentales de la Cámara de Representantes de julio de 1957, solicitaba la auditoría del programa del tanque pesado. Los investigadores no pudieron determinar el costo del programa, que se estimaba en cientos de millones de dólares. El informe decía que el Ejército había apresurado la producción del tanque para la guerra en Corea, a pesar de que no era necesario su despliegue ahí. Según el informe, el tanque era inadecuado para los rigores de un campo de batalla nuclear.
Siguiendo la filosofía de diseño estadounidense contemporánea, el M103 fue construido con un esquema de blindaje elíptico moldeado de dos piezas, similar al del M48 Patton. Tenía 7 ruedas de rodadura a cada lado, montadas en barras de torsión independientes con brazo largo. Los eslabones de acero de 71 cm de las orugas tenían zapatas de goma en forma de chevrón, permitiéndole una presión de 12,9 psi sobre el suelo. El motor Continental AV-1790 estaba en la parte posterior del casco y tenía una potencia de 810 cv, con un torque de 2.200 N/m, conectado a una caja de cambios General Motors CD-850-4 con dos velocidades. Esto le permitía al tanque de 60 t alcanzar una velocidad máxima de 34 km/h sobre carretera y trepar una pendiente con inclinación máxima del 60%.
Los primeros tanques de serie padecieron una serie de problemas mecánicos con la caja de cambios y el motor. El motor Continental, empleado también por los tanques más ligeros M48 Patton y M60 Patton, era insuficiente para propulsar al más pesado M103. El desempeño del tanque fue pésimo, al tener un motor poco potente y un alto consumo de combustible. Esto representaba una serie de problemas logísticos para el vehículo, en especial su muy limitada autonomía de apenas 130 km. Aunque esto fue parcialmente corregido con la introducción del motor diésel AV-1790-2, seguiría siendo lento y consumiría mucho combustible durante la mayor parte de su vida útil.
Para facilitar su producción, varias de las piezas grandes del tanque estaban hechas de blindaje moldeado. Este esquema de diseño también era más eficaz para la producción en serie que el tradicional blindaje homogéneo laminado (BHL). A pesar de tener un mejor blindaje que los prototipos de la serie T29 que lo precedieron, el M103 era casi 10 t más ligero, haciéndolo competitivo ante el tanque pesado soviético T-10. El glacis del casco tenía forma de pico de lucio, cuyas mitades estaban unidas por soldadura, con un espesor de hasta 254 mm. La torreta era una sola pieza de fundición, equipada con un mantelete de cañón muy inclinado hecho de BHL, de 254 mm de espesor.
El M103 fue diseñado para instalarle el cañón M58 120 mm sobre afuste M89. Disparando proyectiles antiblindaje trazadores con cubierta balística, podía perforar una plancha de BHL de 221 mm de espesor inclinada a 30° a una distancia de 914,4 m, así como 196 mm a una distancia de 1.829 m. También podía perforar una plancha de BHL de 124 mm de espesor a 60° a una distancia de 914,4 m, así como 114 mm a 1.829 m. El comandante podía seleccionar de los 34 proyectiles transportados en la parte posterior de la torreta y en el casco, ya sea el M358 APBCT o el M469 HEAT. Con ambos cargadores, la cadencia máxima del cañón era de 5 disparos/minuto, ya que la munición era dividida (obús y carga propulsora). Usando el sistema de rotación electrohidráulico, el artillero podía rotar la torreta a 18 grados/segundo, mientras que el cañón podía elevarse a 15° y abatirse a -8°.
El blindaje del M103 estaba compuesto por BHL soldado y blindaje moldeado, con espesor variable.

La tripulación de un M103A1 en sus puestos: conductor (1), artillero (2), cargadores (3 y 4) y comandante (5).

| Ubicación                     | Espesor         | Ángulo  |
| ----------------------------- | --------------- | ------- |
| Glacis, mitad superior        | 127 mm          | 60°     |
| Glacis, mitad inferior        | 114 mm          | 50°     |
| Casco, mitad superior lateral | 51 mm           | 40°     |
| Casco, mitad inferior lateral | 44 mm           | 30°     |
| Techo del casco               | 25,4 mm         | 90°     |
| Piso del casco, delantero     | 38 mm           | 90°     |
| Piso del casco, posterior     | 32 mm           | 90°     |
| Mantelete del cañón           | 254 mm - 102 mm | 0°-45°  |
| Torreta, delantera            | 127 mm          | 50°     |
| Torreta, lateral              | 137 mm - 70 mm  | 20°-40° |
| Torreta, posterior            | 51 mm           | 40°     |
| Techo de la torreta           | 38 mm           | 85°-90° |

## Historial de servicio

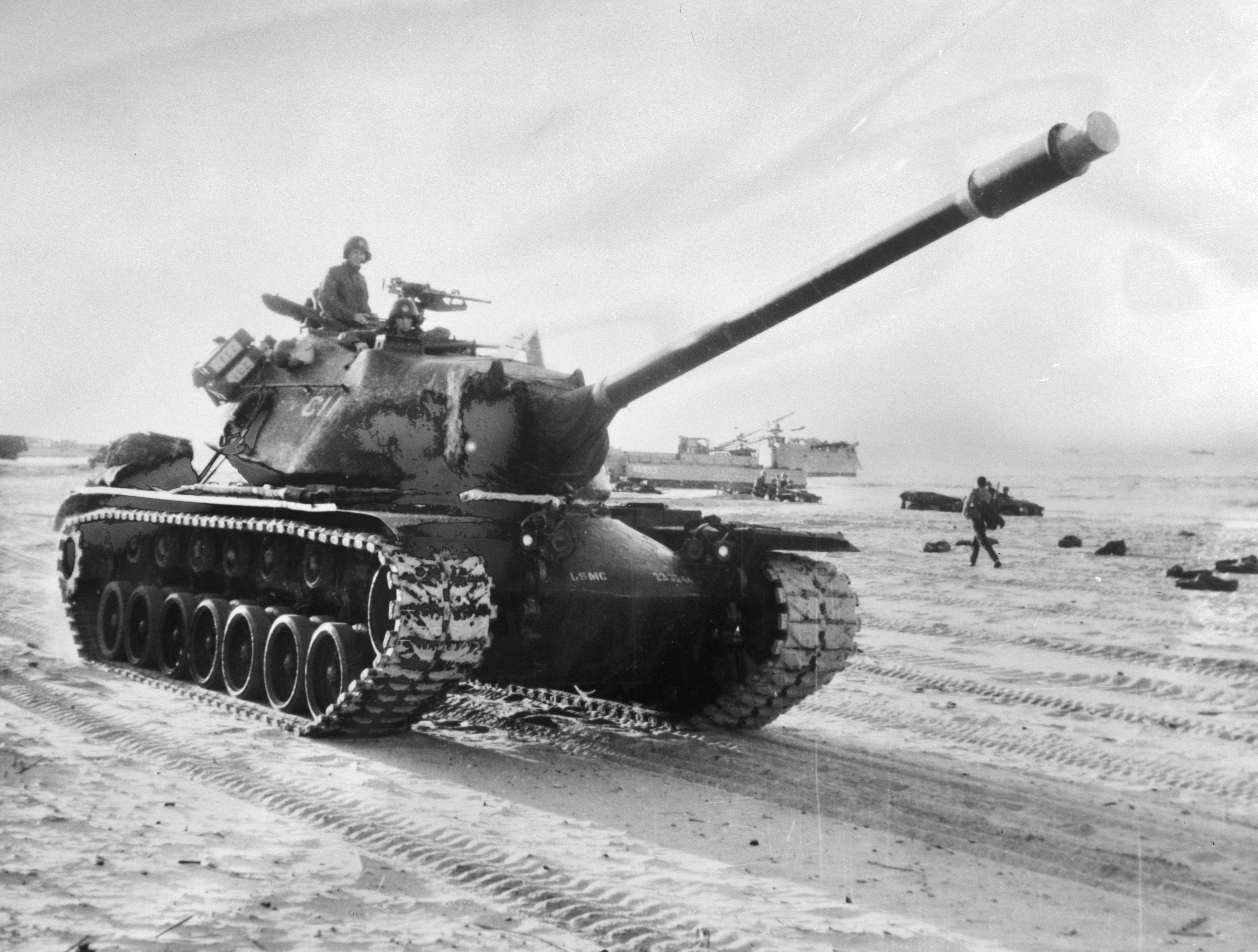
Un M103 del Cuerpo de Marines, durante unas maniobras con el Tercio de Armada en octubre de 1964.

El 7° Ejército estadounidense deseaba el nuevo tanque pesado para complementar sus tanques M48 Patton. En Europa, el Ejército estadounidense solamente desplegó un batallón de tanques pesados desde enero de 1958, originalmente asignado al 899° Batallón de Tanques y después redesignado como 33° Regimiento Blindado. El batallón de tanques pesados del Ejército estadounidense, en comparación a otras unidades blindadas, fue organizado en cuatro compañías de tanques, compuestas por seis pelotones cada una, con cada pelotón equipado con tres M103, dando un total de 18 tanques por compañía. En aquel entonces, los batallones de tanques estándar del Ejército estadounidense estaban formados por tres compañías, compuestas por tres o cinco pelotones de tanques, con 17 tanques por compañía (dos tanques estaban en el pelotón del Cuartel General). Uno de los defectos del M103 era su falta de fiabilidad durante las retiradas. El Ejército estadounidense estaba al tanto que durante la Segunda Guerra Mundial, se perdieron más tanques Tiger durante las retiradas que en combate, así que no podía sostener tal situación en Europa. Fue en dicho continente que se descubrió la poca potencia del motor, precisando el reemplazo de motores y cajas de cambio después de apenas 804,6 km. Los depósitos de munición internos eran inadecuados y los disparos repetidos causaban un desgaste excesivo de la recámara del cañón, mientras que las orugas saltaban con facilidad. La seguridad, confort y capacidad operativa de la tripulación se veían disminuidos por una pobre disposición de los puestos. La carrera del M103 terminó cuando el Ejército estadounidense puso en práctica la doctrina del tanque de batalla principal, donde un solo M60 Patton cumplía la función de rotura del frente del M103, al mismo tiempo que conservaba la movilidad del M48 Patton. Para entonces, el Ejército estadounidense ya se había dado cuenta de que los tanques pesados soviéticos no eran tan potentes como se creía, por lo que el M103 era demasiado potente y costoso para enfrentarse a los T-54/55.
El Cuerpo de Marines asignó una compañía de M103 a cada uno de sus tres batallones de tanques, inclusive a sus unidades de reserva. El M103 nunca entró en combate.
Mientras el Ejército estadounidense desactivaba sus unidades de tanques pesados con la recepción de los nuevos tanques de batalla principales M60 Patton en 1963, los M103 restantes continuaron en servicio con el Cuerpo de Marines hasta que empezaron a recibir los nuevos M60 Patton. Con la desaparición del tanque pesado del inventario de las Fuerzas Armadas estadounidenses, se aceptó por completo el tanque de batalla principal en el Ejército en 1960 y en 1973 en el Cuerpo de Marines. Aunque el posterior M1 Abrams está armado con un cañón del mismo calibre que el del M103, el del segundo tenía ánima estriada y disparaba munición dividida, en la cual el proyectil era introducido en la recámara, seguido por una vaina de latón que contenía la carga propulsora y tenía la cápsula fulminante en el culote. Este sistema de carga separada precisaba el uso de dos cargadores. La única parte que se consumía al disparar era la carga propulsora y la cubierta de plástico de la boca de la vaina. La vaina vacía era eyectada después del disparo. El cañón del M1 Abrams es uno de ánima lisa y dispara un proyectil unitario cuya vaina es la propia carga carga propulsora moldeada, solamente eyectando el culote metálico de la vaina; la vaina del proyectil de 120 mm del M1 Abrams se consume al disparar.      

## Munición

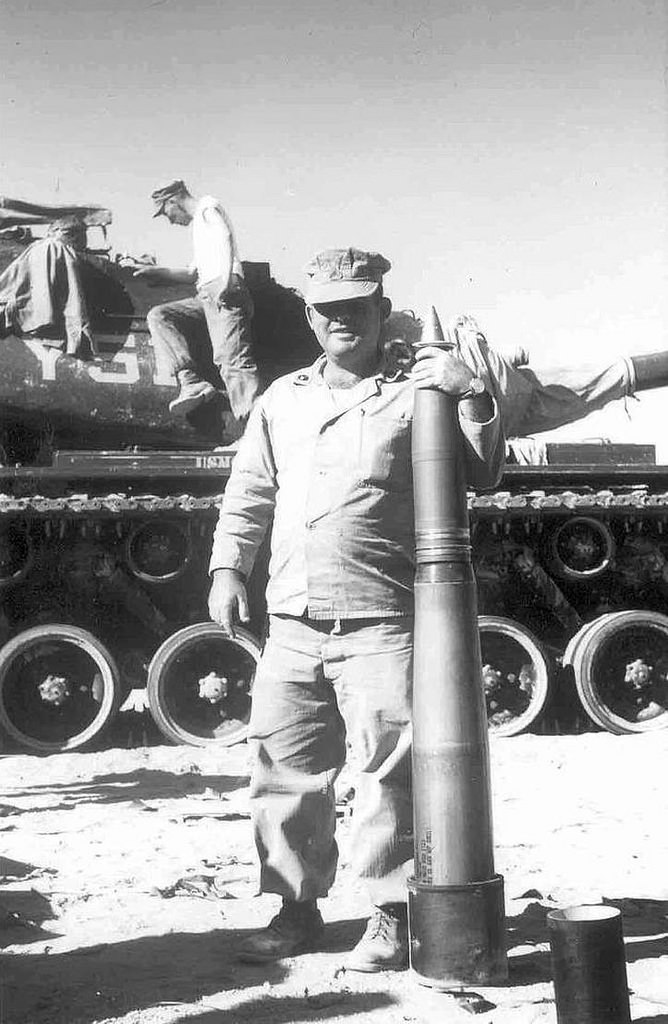
Sargento del Cuerpo de Marines del Primer Batallón de Tanques sosteniendo un proyectil M356 HE-T, 1959.

El cañón M58 120 mm del M103 disparaba los siguientes proyectiles: 
- M358 APBC-T
- M356 HE-T
- M357 WP-T
- M359E2
- M469 HEAT-T

## Variantes
- T43 – Seis prototipos producidos en 1951.[15]
- T43E1 – Se construyeron 300 en 1953.
- T43E2 – Dos vehículos producidos entre 1955 y 1956. La cesta de carga y el puesto del artillero fueron reubicados en la parte delantera de la torreta. Se les instaló un nuevo sistema de puntería (telémetro T52, computadora balística T33, mira periscópica T44) y se les reemplazó el sistema hidráulico de rotación de la torreta con uno eléctrico.
- M103 – Producido en 1957. 74 fueron modificados en otros modelos.
- M103A1 - Producido en 1959. 219 fueron modificados o reconstruidos. Se le instaló un nuevo telémetro (T52 estereoscópico) y la computadora balística M14. Se le retiró una ametradora coaxial y se le instaló el nuevo sistema eléctrico de rotación Amplidyne. Cesta de carga en la parte posterior de la torreta.
- M103A2 - Producido en 1964. 153 fueron modificados o reconstruidos. Se le instaló el motor diésel de 750 cv del M60 Patton, incrementando su autonomía a 480 km y su velocidad máxima sobre carretera a 37 km/h. Su telémetro estereoscópico M15 fue reemplazado por el telémetro de coincidencia M24.
- Vehículo pesado de recuperación M51 - Fue construido entre 1954 y 1955, siendo modificado entre 1956 y 1958 para alcanzar el estándar. Versión de recuperación del tanque pesado M103. La Chrysler construyó 187.[16]
- Tanque objetivo evasivo tripulado - Algunos M103A2 fueron modificados en 1977 para usarse como blancos móviles en el entrenamiento de las tropas armadas con el lanzamisiles BGM-71 TOW (lanzando misiles inertes).[17]

## Usuarios
- Estados Unidos
  - El Ejército de los Estados Unidos operó 80 tanques T43E1, de los cuales 74 fueron modificados más tarde al estándar del M103.
  - El Cuerpo de Marines de los Estados Unidos operó 220 tanques T43E1, de los cuales 219 fueron modificados más tarde al estándar del M103A1 y después 154 fueron reconstruidos al estándar del M103A2.

## Ejemplares sobrevivientes

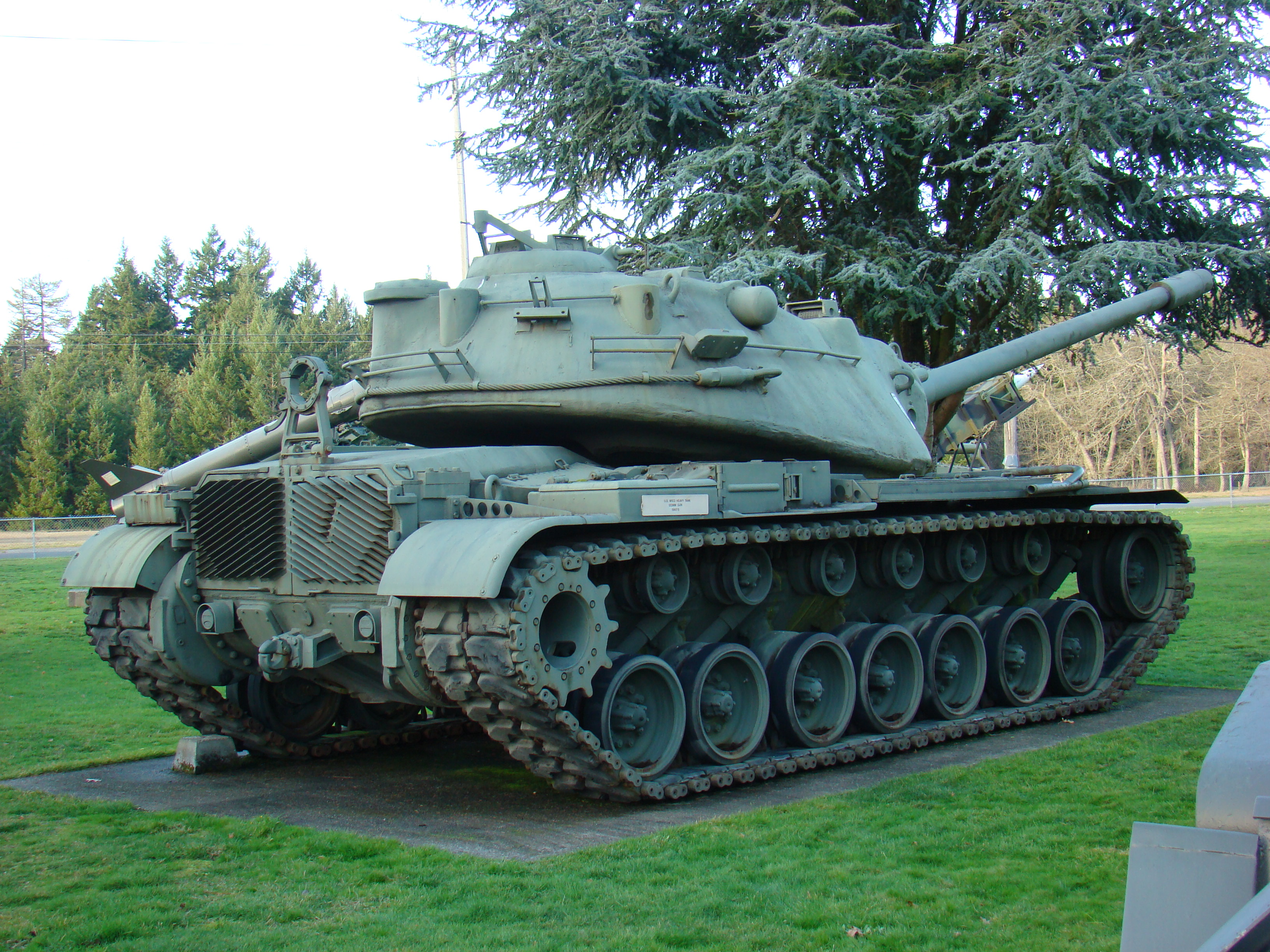
El M103A2 de Fort Lewis.

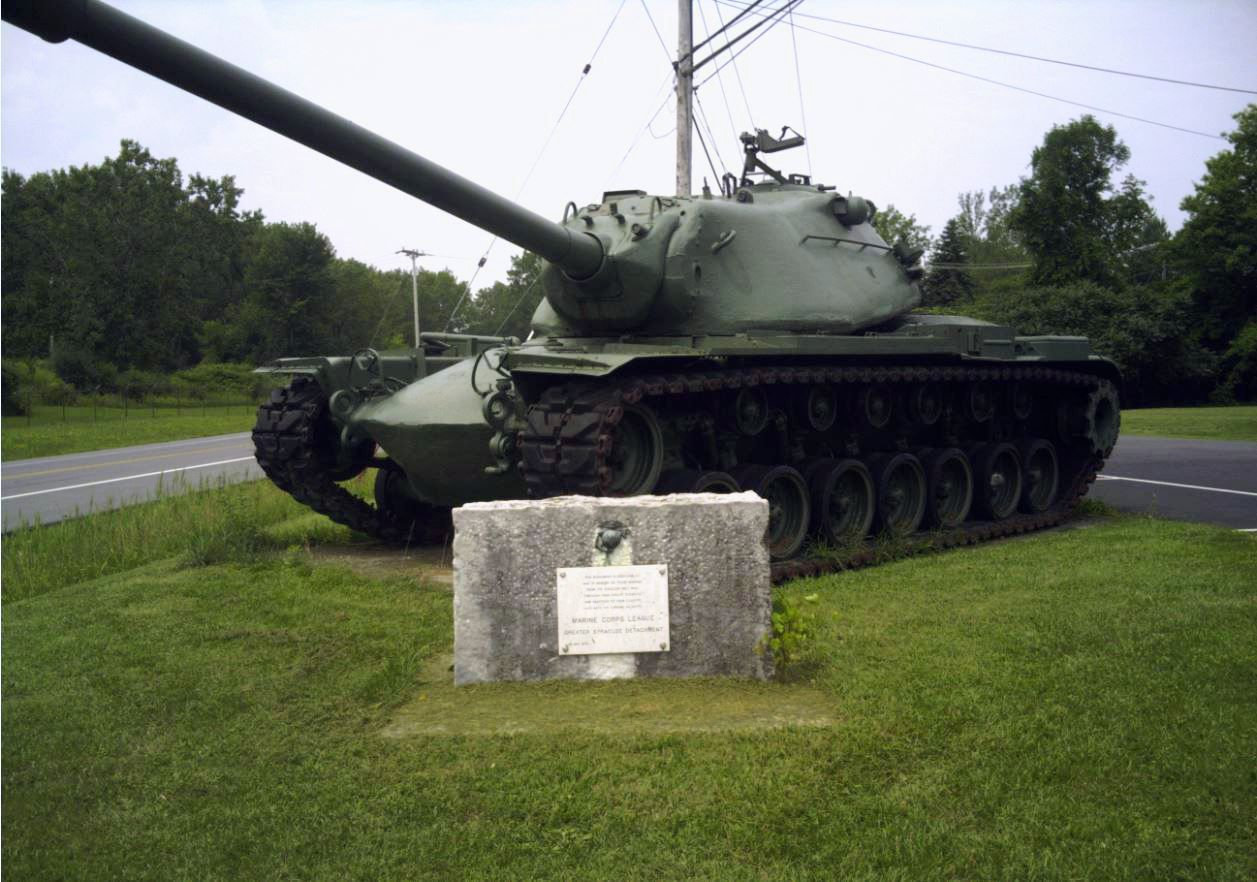
El M103A2 en la entrada del Centro de Reserva de las Fuerzas Armadas, Syracuse.

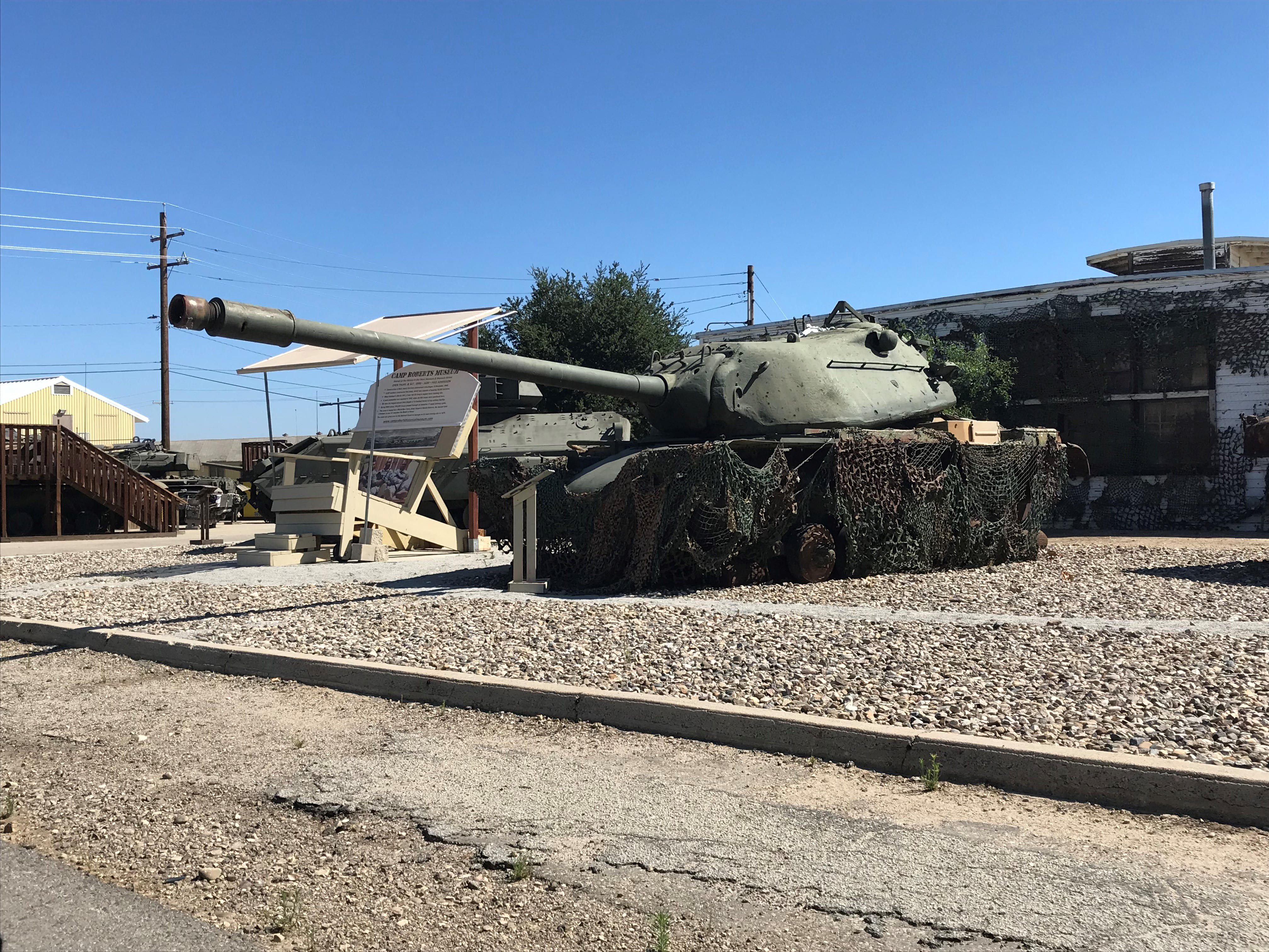
El M103 del Museo de historia de Camp Roberts.

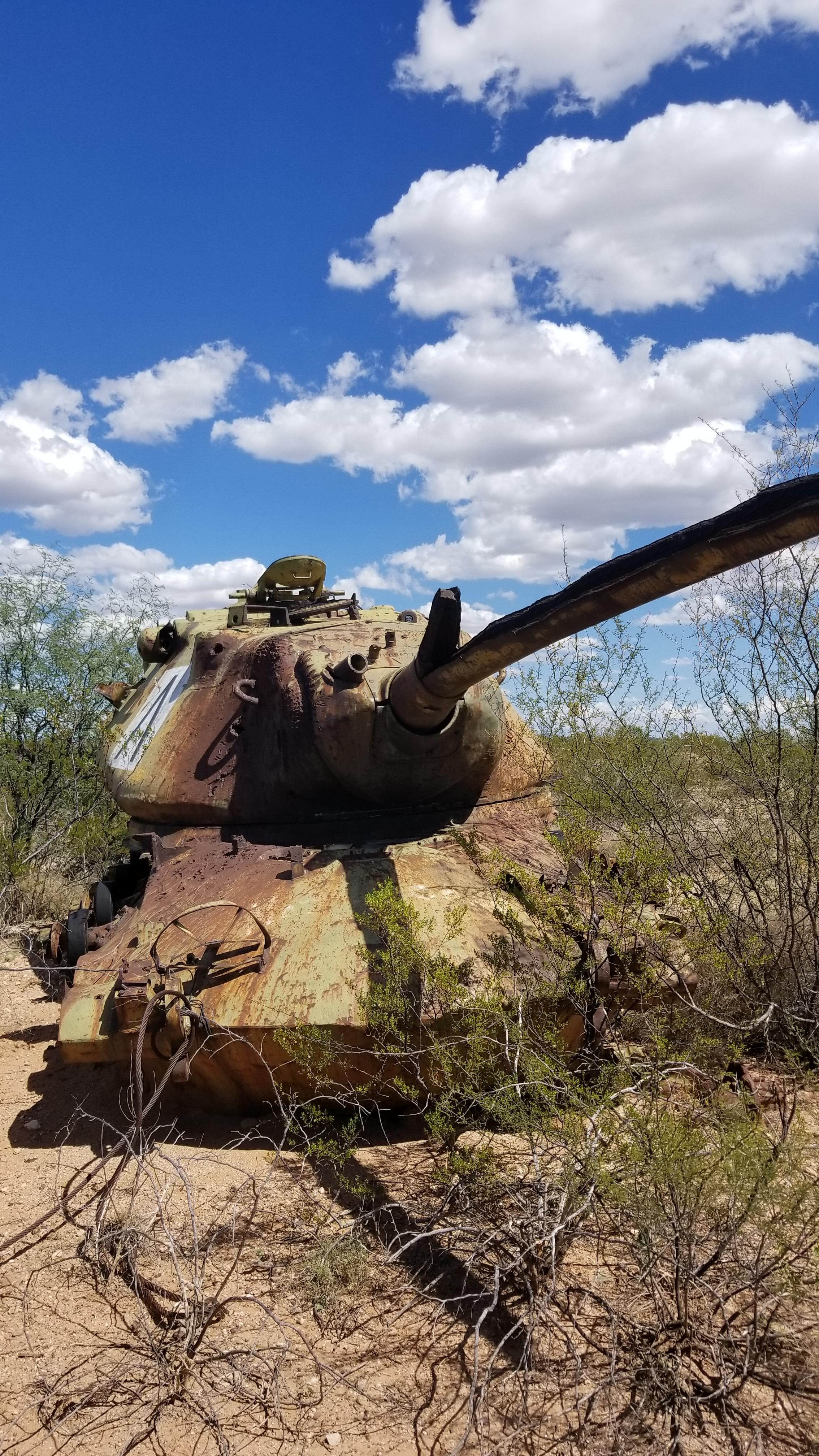
Un M103 destruido en Fort Huachuca, Arizona.

Hay varios M103 sobrevivientes, inclusive la versión tardía M103A2.
| Ubicación | Modelo                                                                                   |
| --- | ---------------------------------------------------------------------------------------- |
| Polígono de tiro 408A, Camp Pendleton, California | Destruido, antiguo blanco de tiro.                                                       |
| Centro y Museo de Armamento del Ejército de Estados Unidos, en el Terreno de pruebas de Aberdeen | M103                                                                                     |
| Radcliff, Kentucky | M103                                                                                     |
| Shively, Kentucky | M103A2                                                                                   |
| Rod Lowe Post #124 American Legion, Greensburg, Kentucky | M103A1                                                                                   |
| Fort Lewis, Washington | M103A2                                                                                   |
| Fort McClellan, Anniston, Alabama | M103A2                                                                                   |
| Museo del 45° de Infantería, Oklahoma City, Oklahoma | M103A2                                                                                   |
| Centro de las Fuerzas Armadas, Syracuse, Nueva York | M103A2                                                                                   |
| Parque Credit Island, Davenport, Iowa | M103                                                                                     |
| Military Vehicle Technology Foundation en Portola Valley, California | M103A2                                                                                   |
| Museo del 3er Regimiento de Caballería, Fort Hood, Texas | M103                                                                                     |
| Museo Mecanizado del Cuerpo de Marines, Camp Pendleton, California |                                                                                          |
| Parque Newman, Sweetwater, Texas | desactivado                                                                              |
| Parque Pioneer, Nacogdoches, Texas | desactivado                                                                              |
| Ayuntamiento de Euclid, E. 222nd Street, Euclid, Ohio |                                                                                          |
| Centro Memorial del Terreno de pruebas de Yuma, Yuma, Arizona |                                                                                          |
| Terreno de pruebas de Dugway, Utah | Restos de un M103 empleados para pruebas                                                 |
| Antigua sede del Veterans of Foreign Wars en Anniston, Alabama |                                                                                          |
| Museo de tanques de Bovington, Reino Unido | M103A2, funcional.                                                                       |
| American Armor Foundation Tank Museum, Danville, Virginia |                                                                                          |
| Mando de mantenimiento del Mando de maestranza de tanques del Ejército de los Estados Unidos, Warren, Míchigan |                                                                                          |
| Camp Shelby, Misisipi | M103                                                                                     |
| Museo Nacional de Tanques y Caballería, Fort Benning, Georgia | M103A1, M103A2, T43 y M51                                                                |
| Polígono de tiro 68 sitio MOUT, Fort Bragg, Carolina del Norte | desactivado                                                                              |
| Centro de reserva del Cuerpo de Marines, Yakima, Washington. Este mando ha sido mudado al Polígono de tiro de Yakima, llevándose consigo sus tanques en exhibición. Ya no están accesibles al público. El M103 está en 46°40'59.99"N 120° 27'10.94"W | M103A2                                                                                   |
| Un segundo tanque está expuesto detrás del antiguo Centro de reserva del Cuerpo de Marines de Yakima, Washington, en el Cementerio Calvario, en 46°34'28.79"N 120°32'21.26"W                                                                         | M103A2                                                                                   |
| Instituto de Tecnología Militar, Titusville, Florida | M103A2                                                                                   |
| Memorial a los veteranos del Condado de Clay en Lineville City Park, Lineville, Alabama |                                                                                          |
| Museo de historia de Camp Roberts, Camp Roberts, California | desactivado, con el interior corroído, orugas incompletas y ruedas de rodadura faltantes |
| Fort Huachuca, Arizona, en 31°37'27.94"N 110°19'45.42"W, 31°37'28.04"N 110°19'38.20"W, y 31°37'30.04"N 110°19'36.56"W. Se desconoce la ubicación de los otros dos.                                                                                   | 5 M103A2                                                                                 |
| Museo Pima del Aire y el Espacio, Tucson, Arizona. Almacenado en el exterior. | M103A2                                                                                   |